# 艾尔德什马罗克
艾尔德什马罗克，是匈牙利巴兰尼亚州所辖的一个村。总面积8.14平方公里，总人口89，人口密度10.9人/平方公里（2011年1月1日）。